# Alpaida coroico
Alpaida coroico este o specie de păianjeni din genul Alpaida, familia Araneidae, descrisă de Levi, 1988.
Este endemică în Bolivia. Conform Catalogue of Life specia Alpaida coroico nu are subspecii cunoscute.